# Dolores Corella Piquer
Dolores Corella Piquer (Castellón de la Plana, 1966) es una científica e investigadora española, doctora en Farmacia y catedrática de Medicina Preventiva y Salud Pública de la Universidad de Valencia, pionera en la investigación sobre la genómica nutricional.

## Biografía
Dolores Corella nació en Castellón de la Plana y realizó sus estudios primarios y secundarios en Onda, posteriormente se licenció en farmacia en 1989 en la Universidad de Valencia, con Premio Extraordinario de licenciatura, y también Premio Extraordinario de Doctorado, además es licenciada en Ciencia y Tecnología de los Alimentos. Completó su formación en los Estados Unidos.

## Trayectoria profesional
Ha sido pionera en España en la integración de la genómica en la investigación epidemiológica, creó en 1998 la primera Unidad de Investigación en Epidemiología Genética Molecular en la Universidad de Valencia de la que es directora; desde 2006 dirige el grupo del CIBER Fisiopatología de la Obesidad y Nutrición. Desde 2009 es catedrática de la Facultad de Medicina de la Universidad de Valencia.
Desde 1989 hizo carrera de investigadora biomédica en el Instituto de Investigaciones Citológicas de Valencia, dirigido por Santiago Grisolía, centrándose en la genómica aplicada a la prevención de enfermedades cardiometabólicas, especializándose en el estudio de las interacciones gen-ambiente. Desde el año 2011 es coordinadora en la Universidad de Valencia de la Red Española de Universidades Saludables.
Su interés actual se centra en la integración de la exposómica, la fenómica, la genómica, la epigenómica, la transcriptómica, la metabolómica, la bioinformática y otras ómicas, tanto en la investigación de las enfermedades cardiometabólicas como en el envejecimiento saludable.

## Premios
- 2017: Premio Memorial Gregorio Marañón a la mejor científica en alimentación de la Real Academia de Gastronomía.[7]
- 2017: Premio Internacional Hipócrates.[6]
- 2018: Premio Jaime I en el apartado de Investigación Médica.[5]